# Cook Out Southern 500
Das Cook Out Southern 500 ist ein Rennen der NASCAR Cup Series, das auf dem Darlington Raceway bei Darlington, South Carolina ausgetragen wurde. Es wurde als Nachtrennen am Samstagabend veranstaltet.
Das erste Rennen wurde im Jahre 1957 als 300-Meilen-Rennen ausgetragen und hieß Rebel 300. Ab 1966 wurde die Distanz auf 400 Meilen verlängert und ab 1973 auf 500 Meilen. Ab 1994 folgte eine Verkürzung zurück auf eine Renndistanz von 400 Meilen. Nachdem das zweite Rennen auf der Rennstrecke, das Southern 500, als Folge des Ferko-Prozesses aus dem Rennkalender gestrichen werden musste, erfolgte eine Verlängerung der Distanz zurück auf 500 Meilen.

## Sieger
| Jahr                    | Datum             | Fahrer              | Hersteller | Preisgeld (USD) | Distanz (Meilen) | Renndurchschnitt (mph) |
| ----------------------- | ----------------- | ------------------- | ---------- | --------------- | ---------------- | ---------------------- |
| Bojangles' Southern 500 |                   |                     |            |                 |                  |                        |
| 2019                    | 2. September 2017 | Erik Jones          | Toyota     |                 |                  |                        |
| 2018                    | 2. September 2016 | Brad Keselowski     | Ford       |                 |                  |                        |
| 2017                    | 3. September 2017 | Denny Hamlin        | Toyota     |                 |                  |                        |
| 2016                    | 4. September 2016 | Martin Truex junior | Toyota     |                 |                  |                        |
| 2015                    | 6. September 2015 | Carl Edwards        | Toyota     |                 |                  |                        |
| 2014                    | 12. April 2014    | Kevin Harvick       | Chevrolet  |                 |                  |                        |
| 2013                    | 11. Mai 2013      | Matt Kenseth        | Toyota     |                 |                  |                        |
| 2012                    | 12. Mai 2012      | Jimmie Johnson      | Chevrolet  |                 |                  |                        |
| Showtime 500            |                   |                     |            |                 |                  |                        |
| 2011                    | 7. Mai 2011       | Regan Smith         | Chevrolet  | $ 272.745       | 505,42           | 129,678                |
| 2010                    | 8. Mai 2010       | Denny Hamlin        | Toyota     | $ 288.525       | 501,3            | 126,605                |
| GoDaddy.com 500         |                   |                     |            |                 |                  |                        |
| 2009                    | 9. Mai 2009       | Mark Martin         | Chevrolet  | $ 317.486       | 501,3            | 119,487                |
| Dodge Challenger 500    |                   |                     |            |                 |                  |                        |
| 2008                    | 10. Mai 2008      | Kyle Busch          | Toyota     | $ 313.700       | 501,3            | 140,35                 |
| Dodge Avenger 500       |                   |                     |            |                 |                  |                        |
| 2007                    | 13. Mai 2007      | Jeff Gordon         | Chevrolet  | $ 323.286       | 501,3            | 124,383                |
| Dodge Charger 500       |                   |                     |            |                 |                  |                        |
| 2006                    | 13. Mai 2006      | Greg Biffle         | Ford       | $ 290.175       | 501,322          | 135,127                |
| 2005                    | 7. Mai 2005       | Greg Biffle         | Ford       | $ 305.975       | 505,42           | 123,031                |

### Carolina Dodge Dealers 400
- 2004:  Jimmie Johnson
- 2003:  Ricky Craven
- 2002:  Sterling Marlin
- 2001:  Dale Jarrett

### Mall.com 400
- 2000:  Ward Burton

### TranSouth Financial 400
- 1999:  Jeff Burton
- 1998:  Dale Jarrett
- 1997:  Dale Jarrett
- 1996:  Jeff Gordon
- 1995:  Sterling Marlin
- 1994:  Dale Earnhardt

### TranSouth 500
- 1993:  Dale Earnhardt
- 1992:  Bill Elliott
- 1991:  Ricky Rudd
- 1990:  Dale Earnhardt
- 1989:  Harry Gant
- 1988:  Lake Speed
- 1987:  Dale Earnhardt
- 1986:  Dale Earnhardt
- 1985:  Bill Elliott
- 1984:  Darrell Waltrip
- 1983:  Harry Gant

### CRC Chemicals Rebel 500
- 1982:  Dale Earnhardt
- 1981:  Darrell Waltrip
- 1980:  David Pearson

### Rebel 500
- 1979:  Darrell Waltrip
- 1978:  Benny Parsons
- 1977:  Darrell Waltrip
- 1976:  David Pearson
- 1975:  Bobby Allison
- 1974:  David Pearson
- 1973:  David Pearson

### Rebel 400
- 1972:  David Pearson
- 1971:  Buddy Baker
- 1970:  David Pearson
- 1969:  LeeRoy Yarbrough
- 1968:  David Pearson
- 1967:  Richard Petty
- 1966:  Richard Petty

### Rebel 300
- 1965:  Junior Johnson
- 1964:  Fred Lorenzen
- 1963:  Joe Weatherly
- 1962:  Nelson Stacy
- 1961:  Fred Lorenzen
- 1960:  Joe Weatherly
- 1959:  Fireball Roberts
- 1958:  Curtis Turner
- 1957:  Fireball Roberts